# Adam FitzRoy

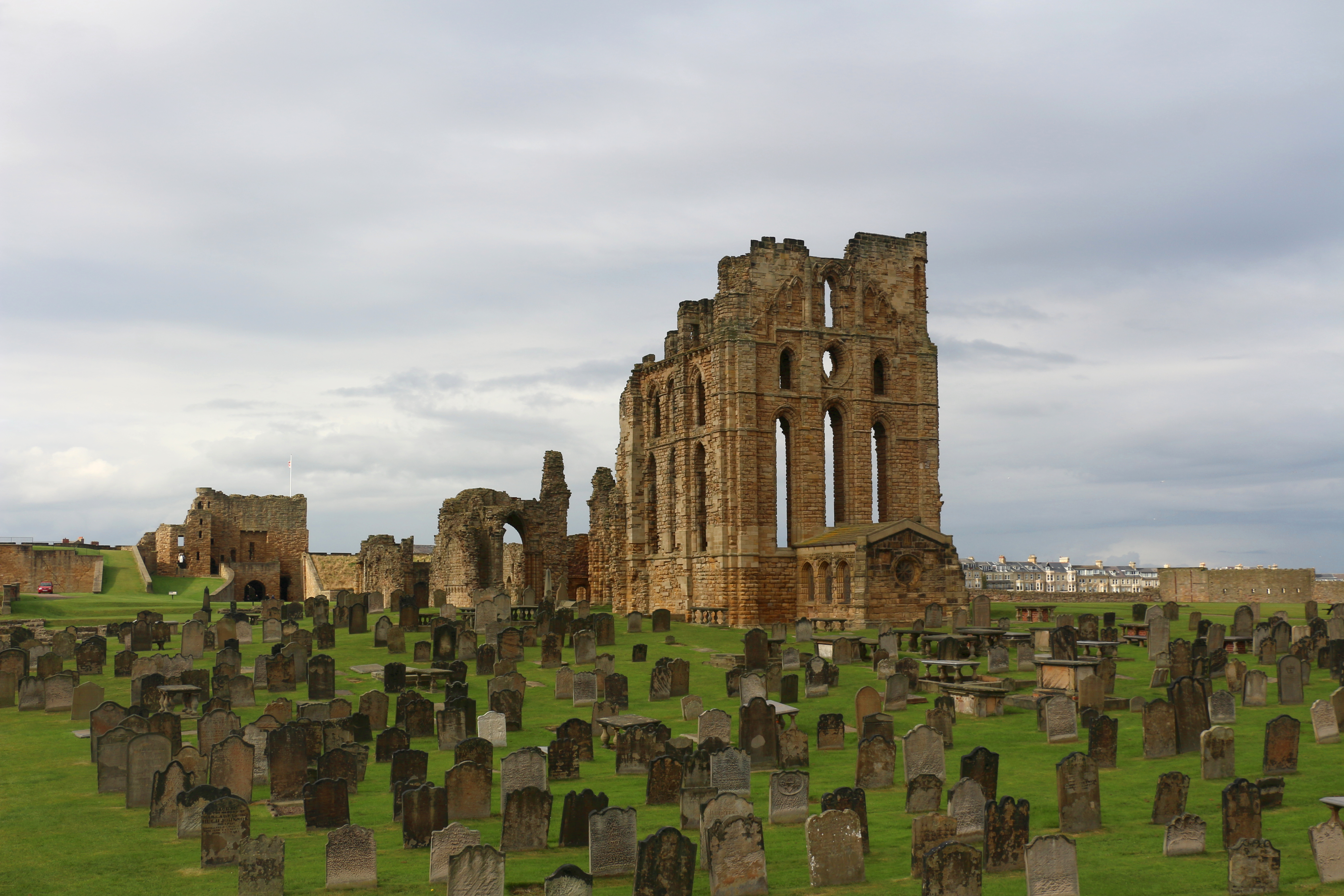
Die Ruine von Tynemouth Priory, wo Adam FitzRoy beigesetzt wurde

Adam FitzRoy († vor 30. September 1322) war ein unehelicher Sohn des englischen Königs Eduard II.
Über Adam, das einzige bekannte uneheliche Kind von Eduard II. ist wenig bekannt. Er wurde geboren, als Eduard noch Thronfolger war, möglicherweise war seine Mutter eine Hofdame von Königin Margarethe, der jungen Stiefmutter von Eduard. Adam wird erstmals 1322 erwähnt, als er als Militär an dem Feldzug des Königs nach Schottland teilnahm. Der König hatte ihn offiziell als seinen Sohn anerkannt und sorgte umfangreich für seine Ausrüstung. Hugh Chastilloun, der für seine ritterliche Ausbildung verantwortlich war, und Sir John Sturmy, der für Adams Ausrüstung sorgte, gehörten beide dem königlichen Haushalt an. Adam war am 6. Juni in York und zog mit dem englischen Heer über Newcastle nach Schottland. Bis zum 19. August war er nach Musselburgh gekommen, ehe das Heer sich wieder nach England zurückzog. Am 18. September war Adam wieder in Newcastle. Zahlreiche englische Soldaten waren jedoch an Dysenterie erkrankt und starben, an der Krankheit starb möglicherweise auch Adam. Er wurde am 30. September in Tynemouth Priory beigesetzt, sein Vater konnte wegen des weiteren Verlaufs des Feldzugs nicht an der Beisetzung teilnehmen.